# ريتشارد نيكسون بيري
ريتشارد نيكسون بيري هو سياسي كندي، ولد في 3 مايو 1873 في هالديماند في كندا، وتوفي في 17 سبتمبر 1956 في هاميلتون في كندا. حزبياً، نشط في حزب أونتاريو المحافظ التقدمي. وقد انتخب عضو برلمان مقاطعة أونتاريو.